# 生物梅里埃
生物梅里埃是一家法國的生物技术跨國公司，該公司共有42个子公司，業務遍及全球150多个国家和地。

## 历史
1897年，路易·巴斯德的前助手马塞尔·梅里埃创立了梅里埃研究所。1963年，阿兰·梅里埃创立了BD梅里埃（BDMérieux），BD梅里埃后来更名為生物梅里埃（bioMérieux）。 
梅里埃家族梅里埃家族的梅里埃研究所是生物梅里埃的主要股东。2004年，生物梅里埃在泛欧交易所上市。